# Bathippus dilanians
Bathippus dilanians là một loài nhện trong họ Salticidae.
Loài này thuộc chi Bathippus. Bathippus dilanians được Tord Tamerlan Teodor Thorell miêu tả năm 1881.